# Dívčí Hrad
Dívčí Hrad (německy Maidelberg, polsky Dziewczęcy Gród) je obec ležící v okrese Bruntál. Území obce bylo součástí tzv. moravských enkláv ve Slezsku. Žije zde 307 obyvatel.

## Poloha
Obec Dívčí Hrad sousedí na severozápadě s Polskem (gmina Lubrza), na severovýchodě s Hlinkou a Osoblahou, na jihovýchodě s Bohušovem, na jihu s Liptaní a na západě s Vysokou. Od okresního města Bruntál je vzdálena 31 km a od krajského města Ostrava 65,5 km.
Geomorfologicky leží Dívčí Hrad v Jesenické oblasti (geomorfologický celek Zlatohorská vrchovina, podcelek Jindřichovská pahorkatina). Nejvyššího bodu dosahuje území obce na severní hranici (Hraniční kopec 352 m n. m.), výraznějším útvarem je též kopec Peklo (320 m n. m.) nad rybníkem.
Území Dívčího Hradu patří do povodí Odry, resp. řeky Osoblahy, která obcí protéká ze západu na jihovýchod. Na jejím bezejmenném přítoku se nachází nádrž Pitárno, níže po toku Osoblahy pak rybník Dívčí Hrad. Jižní hranici území obce vymezuje Liptaňský potok, severovýchod katastru odvodňují Sádecký potok a Karlovský potok.
Území obce pokrývá z 70 % zemědělská půda (60,5 % orná půda, 9 % louky a pastviny), z 19,5 % les a z 7,5 % zastavěné a ostatní (např. průmyslové) plochy.

## Členění obce
Obec se nečlení na části, ale má tři katastrální území:
- Dívčí Hrad
- Sádek u Dívčího Hradu (německy Zottig)
- Životice u Dívčího Hradu (německy Seitendorf, polsky Żywocice)

## Historie
První zmínka o hradu, pod kterým ves později vznikla, pochází z roku 1267, kdy byl uváděn jako Deuzíz. V roce 1539 byla ves poprvé uvedena jako Diwezij. V letech 1869–1890 je ves uváděna jako Dívčí Hrady, příp. též Děvice nebo Děvčice. Od 30. dubna 1976 do 23. listopadu 1990 byla dnešní obec Dívčí Hrad částí obce Osoblaha.

## Vývoj počtu obyvatel
Počet obyvatel Dívčího Hradu (včetně Sádku a Životic) podle sčítání nebo jiných úředních záznamů:
| Rok            | 1869 | 1880 | 1890 | 1900 | 1910 | 1921 | 1930 | 1950 | 1961 | 1970 | 1980 | 1991 | 2001 |
| -------------- | ---- | ---- | ---- | ---- | ---- | ---- | ---- | ---- | ---- | ---- | ---- | ---- | ---- |
| Počet obyvatel | 1139 | 1112 | 1045 | 959  | 883  | 881  | 812  | 189  | 354  | 308  | 310  | 226  | 272  |

V Dívčím Hradě je evidováno 68 adres, vesměs čísla popisná (trvalé objekty). Při sčítání lidu roku 2001 zde bylo napočteno 59 domů (36 v Dívčím Hradě, 17 v Sádku, 6 v Životicích), z toho 40 trvale obydlených.

## Pamětihodnosti
- Zámek Dívčí Hrad – renesanční zámek postavený v 16. století na místě starého hradu je kulturní památkou ČR.[7]
- Socha sv. Jana Nepomuckého z druhé poloviny 18. století je kulturní památkou ČR.[8]
- Pomník padlým v 1. světové válce – dílo sochaře Josefa Obetha je kulturní památkou ČR.[9]
- Úzkorozchodná železniční trať Třemešná ve Slezsku – Osoblaha

Na návrší severně od obce se nachází kaple zasvěcená sv. Hubertovi a Panně Marii, ke které vedla Křížová cesta.

## Galerie

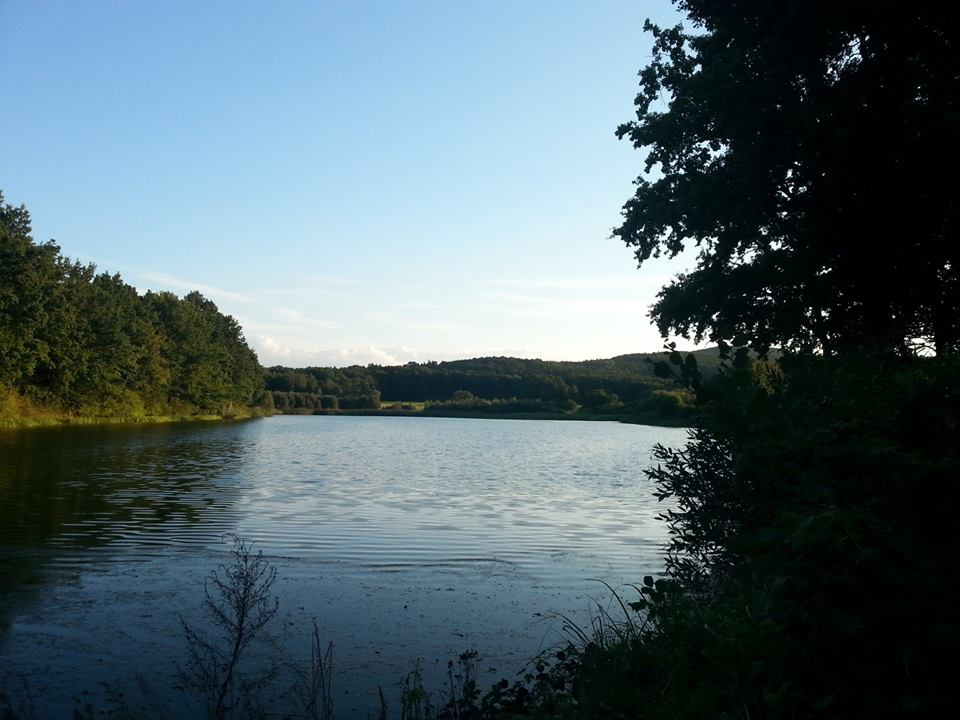
Rybník Pitárno
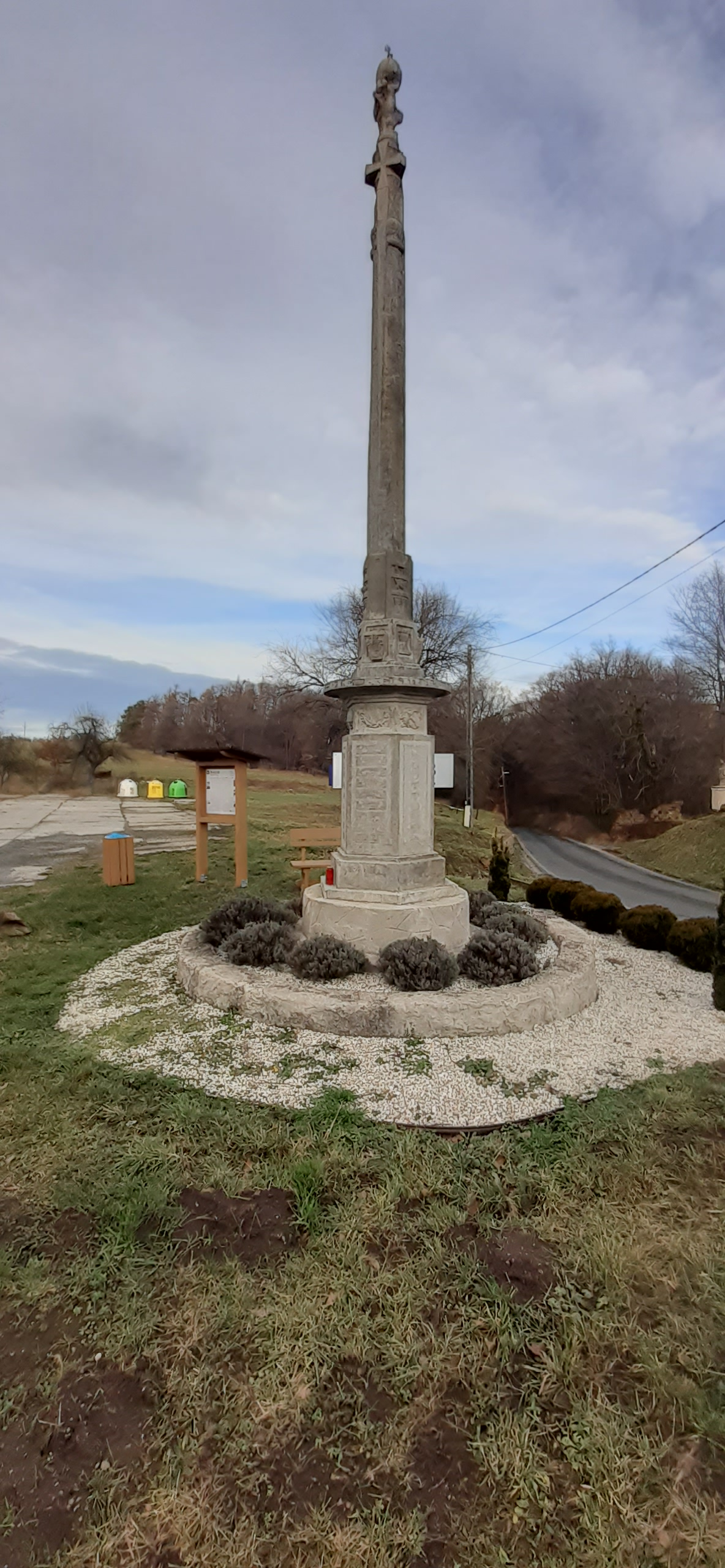
památník obětem I. světové války
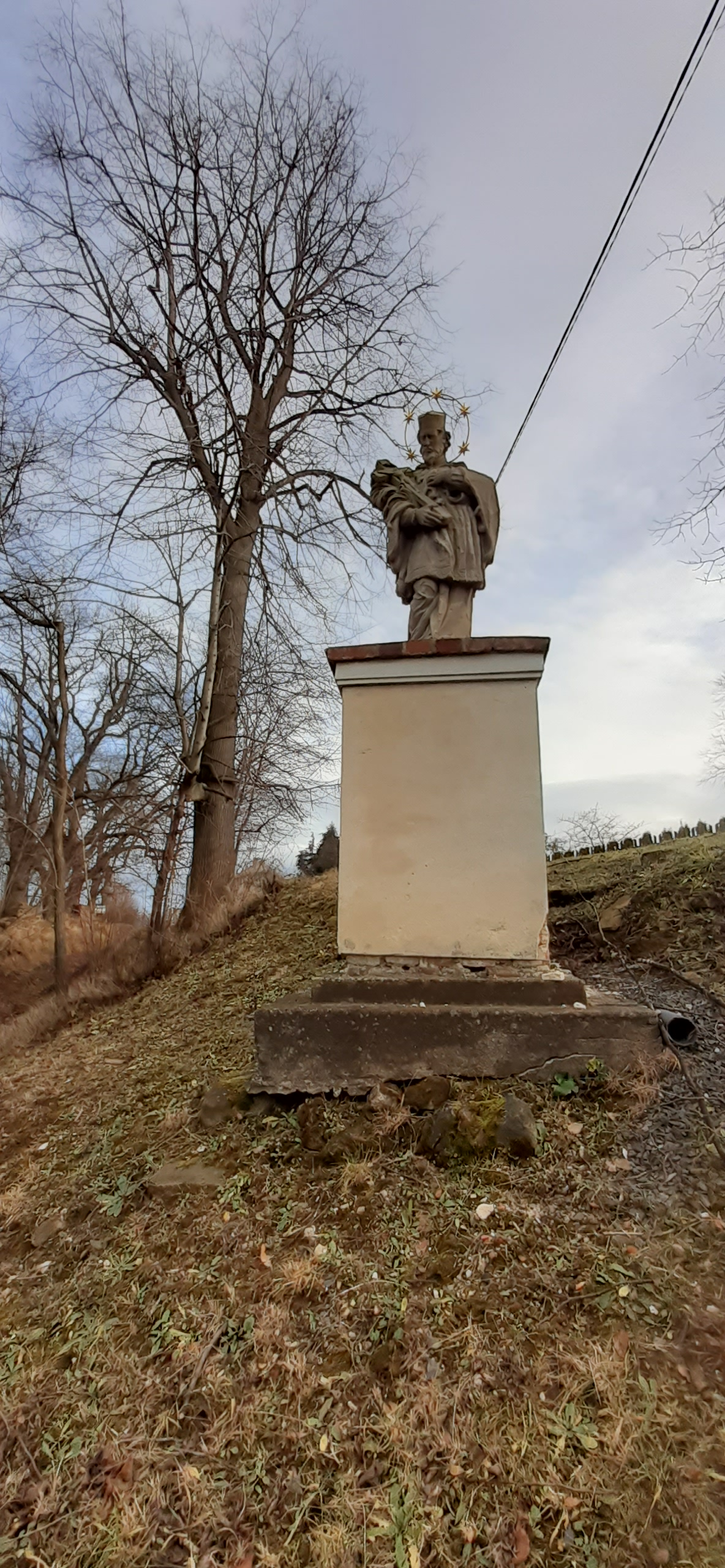
socha sv. Jana Nepomuckého
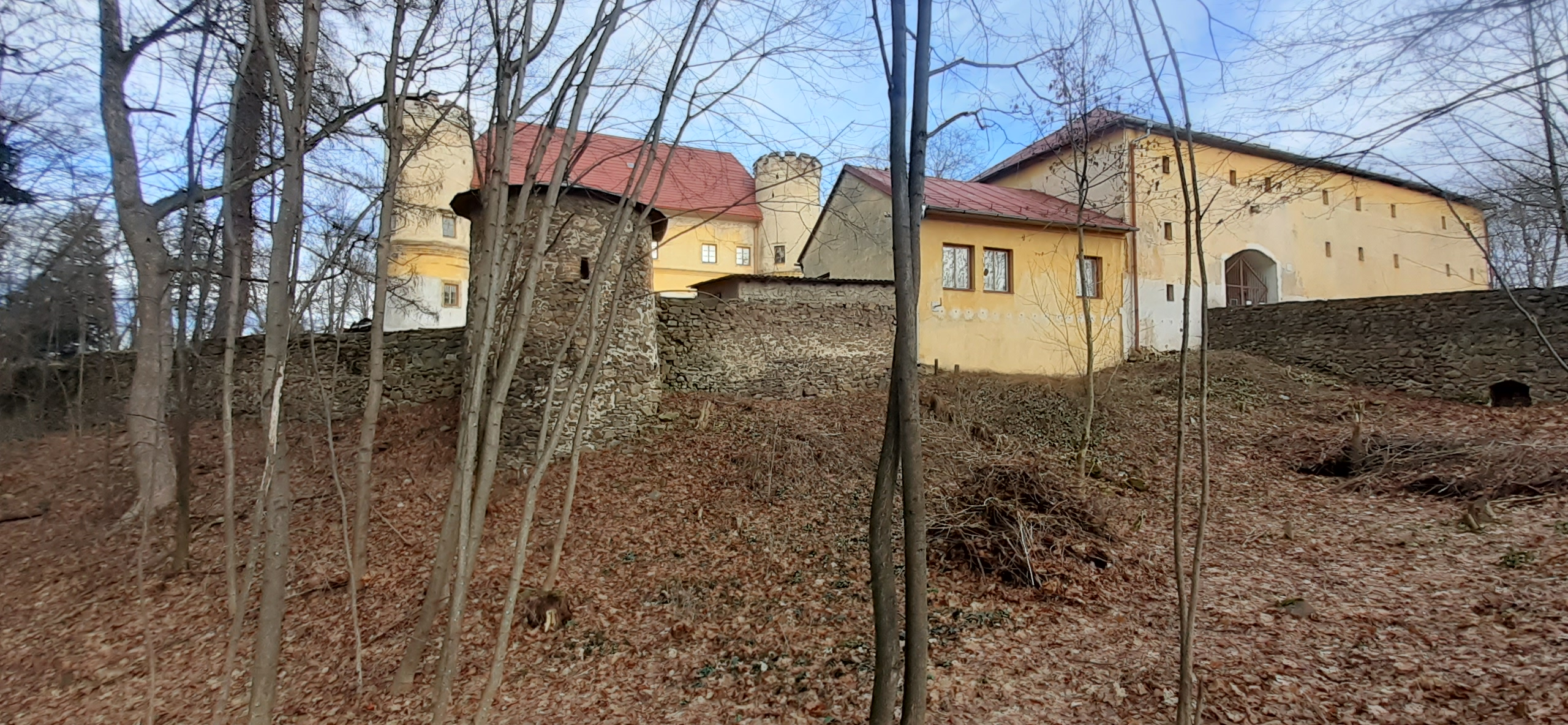
pohled na hrad
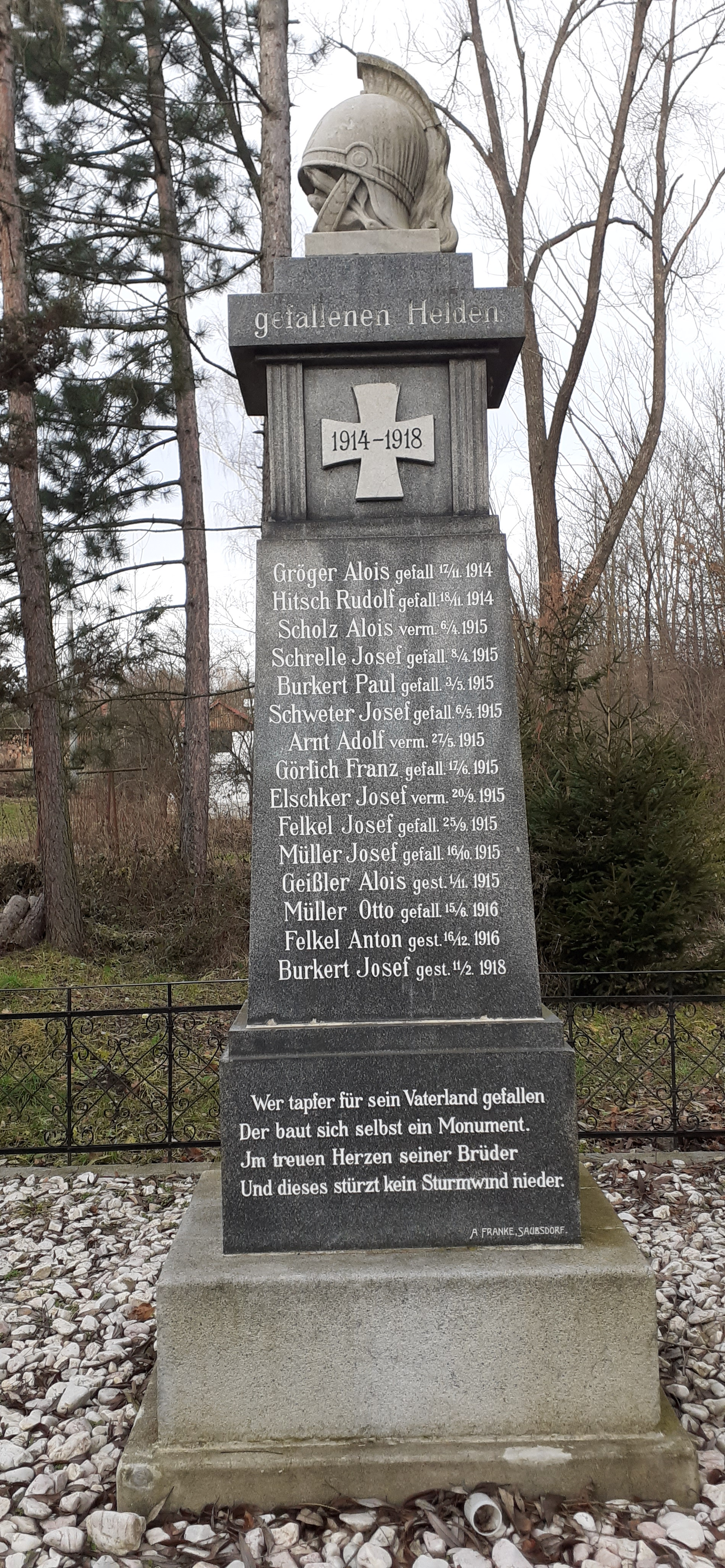
Životice, památník obětem první světové války